# Martin Popek
Martin Popek je český lovec bouřek a blesků žijící v Nýdku. Je členem Amatérské meteorologické společnosti, součástí projektu Meteo Beskydy a spolupracuje s Ústavem fyziky atmosféry AV ČR. Proslavil se zejména tím, že se stal vůbec prvním člověkem v České republice, který zachytil tzv. nadoblačné blesky (TLE). Předtím tyto vzácné jevy sledoval z Maďarska pouze Jozsef Bór.
První pozorování nadoblačných blesků z Nýdku provedl 22. května 2011 z MCS bouře nad severem Čech. Od té doby kamery zachytily 2864 TLE z 300 bouří (224 TLE aktivních nocí). Nadoblačné světelné jevy pozoruje za pomocí vysoce citlivých analogových kamer Watec 910HX (rozlišení 720x576) s objektivy Computar (12/1,0) a Tevidon (25/1,4).
V Nýdku má svou vlastní observatoř. Od roku 2016 byla observatoř v Nýdku zahrnuta pod Oddělení kosmické fyziky (okf.ufa.cas.cz) Ústavu fyziky atmosféry Akademie věd se zaměřením na družicový projekt Taranis (více na okf.ufa.cas.cz/taranis). Tato sonda měla startovat v první polovině roku 2020 a byla určena k výzkumu nadoblačných jevů spojených s atmosférickými bouřemi a též k výzkumu s nimi souvisejících gama záblesků. Start družice ovšem selhal kvůli problému s nosičem Vega.